# Samatiguila
Samatiguila è una città, sottoprefettura e comune della Costa d'Avorio, situata nella regione di Kabadougou. È capoluogo dell'omonimo dipartimento e conta una popolazione di 8 933 abitanti (censimento 2014).